# Tom De Meester
Tom De Meester, né le 20 septembre 1975 à Bruges, est un homme politique belge, membre du Parti du travail de Belgique (PTB).

## Biographie
Tom De Meester nait le 20 septembre 1975 à Bruges.
Lors des élections régionales de 2019, il est élu député au Parlement flamand.